# 26 gennaio
Il 26 gennaio è il 26º giorno del calendario gregoriano. Mancano 339 giorni alla fine dell'anno (340 negli anni bisestili).

## Eventi
- 447 – Un terremoto fa crollare il Lungo muro del Chersoneso e danneggia Costantinopoli.
- 1160 - Crema si arrende a Federico Barbarossa
- 1340 - Re Edoardo III d'Inghilterra è incoronato re di Francia
- 1500 - Vicente Yáñez Pinzón diventa il primo europeo a scoprire il Brasile
- 1531 - Lisbona è colpita da un terremoto e dal successivo tsunami, migliaia di vittime
- 1564 - Il Concilio di Trento pubblica le sue conclusioni nel Catechismo Tridentino, stabilendo una distinzione tra cattolicesimo e protestantesimo
- 1699 - Firma del Trattato di Carlowitz tra gli Ottomani e la Lega Santa formata da Arciducato d'Austria, Confederazione polacco-lituana, Repubblica di Venezia e dalla Russia.
- 1700 - Il terremoto di Cascadia (magnitudo 9 della scala Richter), come evidenziato dalle registrazioni storiche giapponesi, ha luogo al largo della costa nord-occidentale degli odierni USA
- 1736 - Stanislao I di Polonia abdica
- 1788 - La Prima Flotta britannica, comandata da Arthur Phillip, entra nella baia di Sydney e vi costruisce il primo insediamento europeo
- 1802 - Il Congresso degli Stati Uniti d'America approva un atto che istituisce la fondazione di una biblioteca all'interno del Campidoglio; questa diverrà la Biblioteca del Congresso
- 1814 - Al Real teatro Drury Lane va in scena Il mercante di Venezia con Edmund Kean nel ruolo di Shylock, il primo ruolo che darà la fama all'attore inglese.
- 1837 - Il Michigan diventa il 26º Stato USA
- 1838 - Il Tennessee emana la prima legge proibizionista negli Stati Uniti
- 1841 - Il Regno Unito occupa formalmente Hong Kong, ceduto dalla Cina
- 1859 - A Parigi viene firmata l'Alleanza sardo-francese tra il Piemonte e la Francia. L'accordo porterà alla seconda guerra d'indipendenza.
- 1861 - La Louisiana secede dagli Stati Uniti d'America
- 1863 - Guerra di secessione americana: il governatore del Massachusetts viene autorizzato dal Segretario alla Guerra di costituire una milizia per gli uomini di origine africana
- 1870 - Guerra di secessione americana: la Virginia rientra nell'Unione
- 1885 - Truppe leali al Mahdi conquistano Khartoum
- 1887 - Battaglia di Dogali: le truppe abissine sconfiggono quelle italiane
- 1904 - A Torino un incendio distrugge metà del patrimonio della Biblioteca Nazionale
- 1911 - Glenn H. Curtiss compie il primo volo in idrovolante negli Stati Uniti
- 1917 - Giuseppe Ungaretti compone la poesia Mattina
- 1924 - Chamonix, Francia: il pattinatore statunitense Charles Jewtraw vince la prima medaglia d'oro nella storia dei Giochi olimpici invernali
- 1924 – La città di San Pietroburgo viene ribattezzata Leningrado
- 1926
  - Tramite alcune interpolazioni di dati, si ricostruisce un valore di temperatura minima giornaliera di -71,2 °C per la località siberiana di Ojmjakon: è, ad oggi, il valore più basso per una località abitata
  - John Logie Baird dimostra la prima trasmissione televisiva
- 1934 - Firma del Patto di non-aggressione reciproca fra Germania e Polonia
- 1939 - Guerra civile spagnola: le truppe leali a Francisco Franco, aiutate da milizie italiane, conquistano Barcellona
- 1941 - Seconda guerra mondiale: inizia la battaglia di Agordat.
- 1942 - Seconda guerra mondiale: le prime truppe americane arrivano in Europa, sbarcando in Irlanda del Nord
- 1943 - Ha luogo la battaglia di Nikolaevka, ultima battaglia della ritirata di Russia del Corpo d'armata alpino.
- 1946 - Félix Gouin diventa primo ministro di Francia
- 1950 - L'India promulga la sua costituzione, formando una repubblica, e Rajendra Prasad giura come suo primo presidente
- 1956 - Cominciano i VII Giochi olimpici invernali a Cortina d'Ampezzo
- 1962 - La sonda Ranger 3 viene lanciata per studiare la Luna. La mancherà di 35.000 chilometri
- 1965 - L'hindi diventa lingua ufficiale in India
- 1970 - Esce l'ultimo album di Simon & Garfunkel, Bridge over Troubled Water
- 1980 - Israele ed Egitto allacciano relazioni diplomatiche
- 1983 - Viene pubblicato Lotus 1-2-3
- 1986 - Viene avvistata la Cometa di Halley
- 1988 - Il musical Il Fantasma dell'Opera viene rappresentato per la prima volta a Broadway
- 1992
  - Boris Yeltsin annuncia che la Russia smetterà di tenere le sue armi nucleari puntate sulle città statunitensi
  - Mike Tyson viene processato per aver stuprato nel 1991 una concorrente di Miss Black America
- 1993 - Václav Havel diventa il primo presidente della Repubblica Ceca
- 1994
  - A Sydney un uomo esplode due colpi a salve contro Carlo, principe del Galles
  - Silvio Berlusconi annuncia, con il famoso discorso della "discesa in campo", la sua entrata in politica
- 1996 - Scandalo Whitewater: Hillary Rodham Clinton testimonia davanti al Grand jury
- 1998 - Scandalo Lewinsky: il presidente degli Stati Uniti d'America Bill Clinton nega in TV di avere avuto relazioni sessuali con Monica Lewinsky
- 2001 - Un terremoto di magnitudo 7.7 colpisce Gujarat (India), causando più di 20.000 morti
- 2004 - Il presidente Hamid Karzai firma la nuova costituzione dell'Afghanistan
- 2005
  - Come confermato precedentemente il giorno stesso da una votazione di 85-13 del Senato degli Stati Uniti, Condoleezza Rice è dichiarata Segretario di Stato degli Stati Uniti diventando la prima donna afroamericana a detenere tale carica
  - Due treni deragliano causando 11 morti e 200 feriti a Glendale (California), vicino a Los Angeles
  - Un elicottero cade nell'est dell'Iraq uccidendo 31 soldati americani
- 2009 - Scoppia una rivolta ad Antananarivo, in Madagascar, la quale scatena una crisi politica che porterà alla sostituzione del presidente Marc Ravalomanana con Andry Rajoelina
- 2015 - Le Unità di Protezione Popolare Curde liberano dall’occupazione militare dell’ISIS la città di Kobane.
- 2020 - La leggenda dell'NBA Kobe Bryant muore in un incidente in elicottero insieme alla figlia Gianna e ad altre 7 persone vicino alla città di Calabasas.

## Nati
Ci sono circa 1 150 voci su persone nate il 26 gennaio; vedi la pagina Nati il 26 gennaio per un elenco descrittivo o la categoria Nati il 26 gennaio per un indice alfabetico.

## Morti
Ci sono circa 520 voci su persone morte il 26 gennaio; vedi la pagina Morti il 26 gennaio per un elenco descrittivo o la categoria Morti il 26 gennaio per un indice alfabetico.

## Feste e ricorrenze

### Civili
Nazionali:
- Italia: Giornata nazionale della memoria e del sacrificio degli Alpini[1], in ricordo alla battaglia di Nikolaevka[2] (26 gennaio 1943)
- Australia: Australia Day
- Giappone: Giorno della protezione del patrimonio culturale (文化財防火デー?, Bunkazai bōka dē)
- India: Giorno della Repubblica
- Italia: Michele Bianchi Day

### Religiose
Cristianesimo:
- Santi Timoteo e Tito, vescovi e collaboratori di San Paolo
- Sant'Agostino Erlendsson, arcivescovo
- Sant'Alberico di Cîteaux, abate
- San José Gabriel del Rosario Brochero, sacerdote
- Santa Paola romana, vedova
- Santi Senofonte, Maria e figli, martiri
- San Teogene di Ippona, martire
- Beato Arnaldo de Prades, mercedario
- Beato Claudio di San Romano, mercedario
- Beato Gabriele Allegra, francescano
- Beata Maria de la Dive, vedova e martire
- Beato Michał Kozal, vescovo
- Beato Michele Maria Bianchi, mercedario

Religione romana antica e moderna:
- Ferie Sementivae, terzo e ultimo giorno